# Patrycja z Connaught
Patrycja z Connaught, właśc. Victoria Patricia Helena Elizabeth (ur. 17 marca 1886 w Londynie; zm. 12 stycznia 1974 w Windlesham) – księżniczka brytyjska, najmłodsza córka Artura, księcia Connaught i Strathearn i księżniczki pruskiej Luizy Małgorzaty.
Jej imieniem nazwano kanadyjski pułk piechoty oraz jezioro w prowincji Alberta.

## Dzieciństwo i młodość

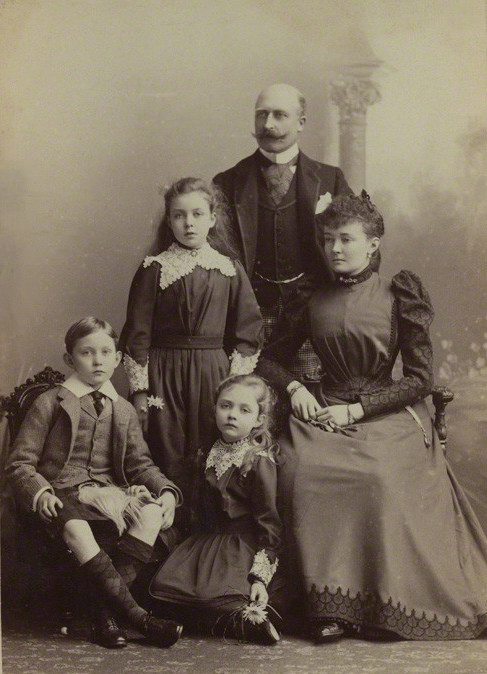
Książę i księżna Connaught z dziećmi w 1893

Księżniczka Patrycja urodziła się 17 marca 1886, w Dzień Świętego Patryka, w londyńskim pałacu Buckingham. Miała dwoje starszego rodzeństwa: siostrę Małgorzatę oraz brata Artura.
Została ochrzczona 1 maja 1886 w rezydencji Bagshot Park, otrzymując imiona Victoria Patricia Helena Elizabeth. Jej rodzicami chrzestnymi zostali: jej babka królowa Wiktoria, Ernest II, książę Sachsen-Coburg-Gotha, księżniczka Elżbieta Anna Pruska, Wilhelm II, cesarz Niemiec, księżniczka Helena, księżna Chrystian z Augustenborga oraz książę Albrecht Pruski. Imię Wiktoria otrzymała na cześć królowej Wiktorii, Patrycja po świętym Patryku, w którego dzień wspomnienia się urodziła, zaś Helena po ciotce, księżniczce Helenie.
Dorastała jako członek ścisłej rodziny królewskiej, biorąc udział w królewskich weselach i rodzinnych wakacjach. Była druhną podczas ślubu Jerzego, księcia Yorku z Marią Teck (późniejszego króla Jerzego V i królowej Marii) w 1893. Przez rodzinę i przyjaciół nazywana była Patsy.

## Kanada

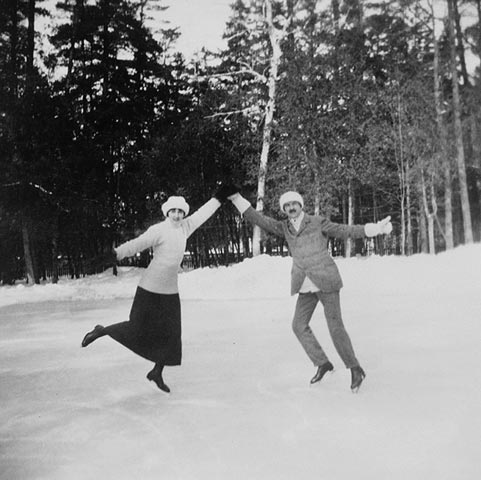
Księżniczka Patrycja z Connaught i Major Worthington na lodowisku w Rideau Hall w 1914

Księżniczka Patrycja od najmłodszych lat wiele podróżowała. Kiedy jej ojciec został wysłany z armią do Indii, młoda księżniczka spędziła tam dwa lata. W 1911 książę Connaught został mianowany gubernatorem generalnym Kanady i Patrycja towarzyszyła mu podczas służby w tym kraju. Księżniczka szybko zyskała dużą popularność wśród mieszkańców tego dominium, czego świadectwem było umieszczenie jej wizerunku na wydanym 17 marca 1917 kanadyjskim banknocie jednodolarowym.
22 lutego 1918 została mianowana Colonel-in-Chief Princess Patricia's Canadian Light Infantry. Ten honorowy tytuł wojskowy zachowała, aż do swojej śmierci.
W kościele St. Bartholomew's Anglican Church w Ottawie umieszczono z tej okazji tablicę z inskrypcją: „To the memory of The Lady Patricia Ramsey, VA, CI, CD late Colonel-in-Chief Princess Patricia's Canadian Light Infantry who as H.R.H. the Princess Patricia of Connaught worshipped here while resident at Government House 1911-1916."

## Małżeństwo

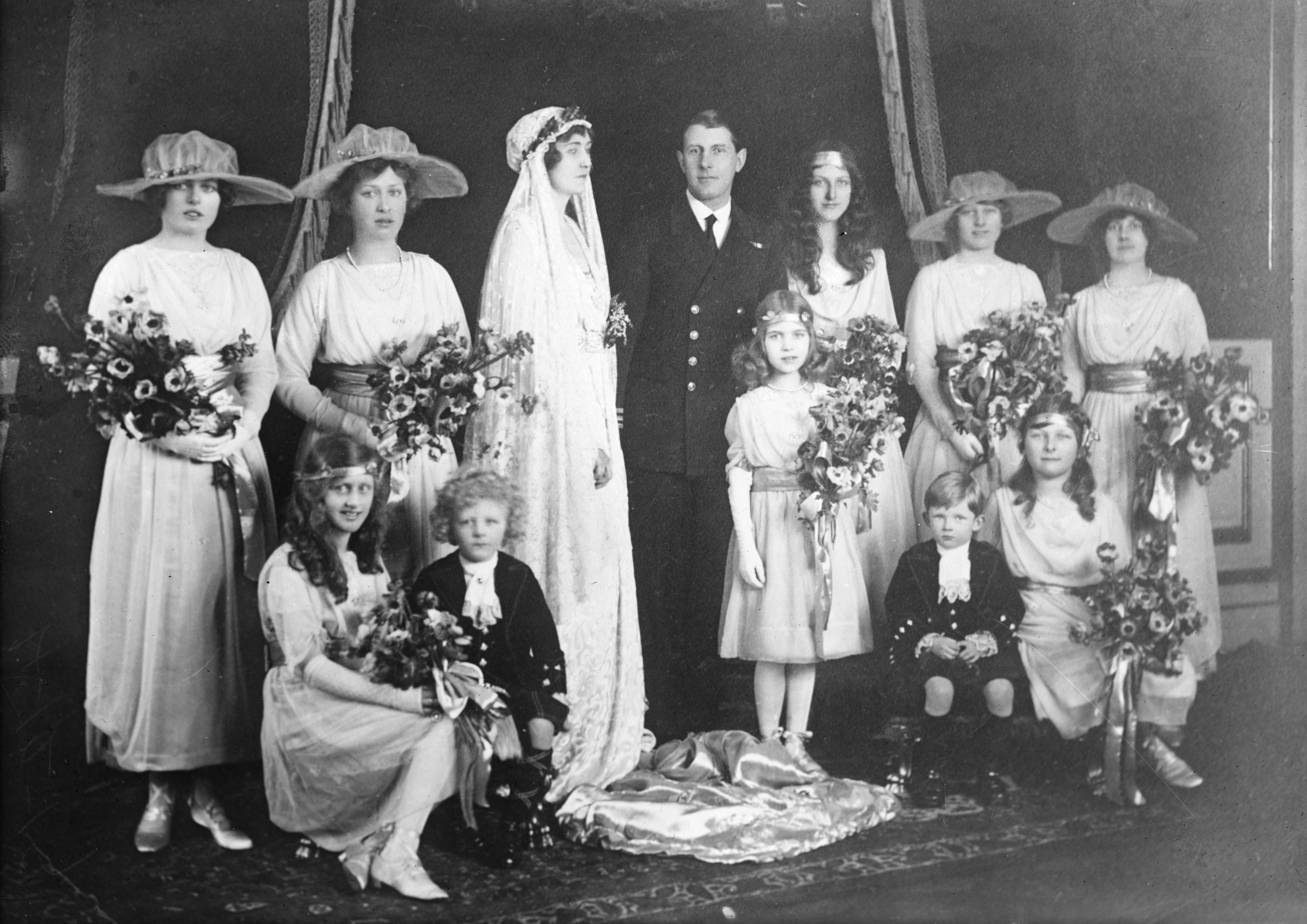
Wesele księżniczki Patrycji z Connaught z Czcigodnym Alexandrem Ramsayem

Kwestia małżeństwa księżniczki Patrycji była jednym z najgorętszych tematów dyskusji ery edwardiańskiej. Rozważano jej mariaż z m.in.: Alfonsem XIII, królem Hiszpanii; Ludwikiem Filipem, księciem Bragança; Adolfem Fryderykiem VI, księciem Meklemburgii-Strelitz; czy wielkim księciem Michałem Aleksandrowiczem, młodszym bratem rosyjskiego cesarza Mikołaja II.
Ostatecznie księżniczka wybrała jednak brytyjskiego arystokratę Czcigodnego Alexandra Ramsaya, oficera Royal Navy, syna Johna Ramsaya, 13. hrabiego Dalhousie. Był on jednym z aides-de-camp jej ojca. Ślub odbył się 27 lutego 1919 w Opactwie Westminsterskim. Druhnami i drużbami byli: Maria i Helena Cambridge – córki Adolfa, 1. markiza Cambridge, księżniczka Maria – córka króla Jerzego V; Ida i Jean Ramsay – bratanice pana młodego, księżniczka Maud z Fife – młodsza córka Ludwiki, księżnej Fife, May Cambridge – córka Aleksandra, 1. hrabiego Althone, księżniczka Ingrid ze Szwecji, Alastair, hrabia Macduff – bratanek Patrycji oraz Simon Ramsay – bratanek pana młodego.
Z chwilą zawarcia małżeństwa Patrycja zrzekła się dobrowolnie predykatu Jej Królewskiej Wysokości i tytułu księżniczki Zjednoczonego Królestwa. Już 25 lutego 1919 otrzymała tytuł Lady Patrycja Ramsay z precedencją bezpośrednio przed parowskimi markizami. Ogłoszono jednak, że zmiana tytułu nastąpi w chwili zawarcia małżeństwa. Patrycja weszła więc do kościoła jako księżniczka i Królewska Wysokość, zaś opuściła go bez obu tych tytułów, jako Lady Ramsay.
Po ślubie małżeństwo zamieszkało w Windlesham w hrabstwie Surrey. Doczekali się jednego syna:
- Alexander (1919–2000) – kapitan Pułku Grenadierów Gwardii, męża Flory Fraser, 21. lady Saltoun

## Lady Ramsay

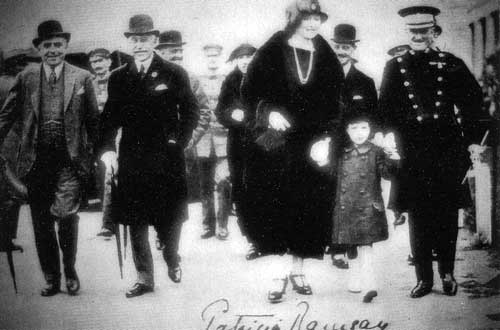
Księżniczka Patrycja ze swoim ojcem księciem Connaught i kapitanem T. W. Jamesem, dyrektorem Princess Pat’s Band w Wembley w 1924

Mimo rezygnacji z tytułów królewskich, Patrycja pozostała członkiem ścisłej brytyjskiej rodziny królewskiej i zachowała miejsce w linii sukcesji do tronu. Była zapraszana na rodzinne śluby i pogrzeby. m.in. ślub księcia Alberta, księcia Yorku z Elżbietą Bowes-Lyon w 1923, pogrzeb króla Jerzego V w 1936 i pogrzeb króla Jerzego VI w 1952. Brała również udział w koronacjach: króla Jerzego VI w 1937 i królowej Elżbiety II w 1953, podczas których uczestniczyła w procesji książąt i księżniczek krwi królewskiej. Do końca życia użyła również swojej mitry.
Patrycja była utalentowaną artystką malarką, specjalizującą się w akwareli. Jej styl nawiązywał do Paula Gaugiun i Vincenta van Gogha. Większość jej prac inspirowana była podróżami po tropikalnych krajach. W 1959 została honorowym członkiem Royal Institute of Painters in Water Colours.
W 1972 owdowiała. Zmarła 12 stycznia 1974 w Windlesham w hrabstwie Surrey, osiem tygodni przed swoimi 88 urodzinami. W chwili śmierci była jedną z dwóch ostatnich żyjących wnuczek królowej Wiktorii. Druga, Alicja, hrabina Athlone, przeżyła ją o 7 lat i zmarła w 1981 w wieku 97 lat.
Księżniczka Patrycja została pochowana u boku swojego męża na Royal Burial Ground we Frogmore na terenie parku zamkowego w Windsorze.

## Patrycja w kulturze
Drugi z dwóch 365-metrowych turbo-elektrycznych statków pasażerskich Canadian Pacific's British Columbia Coast Steamship's otrzymał w 1948 nazwę TEV Princess Patricia. Został on ochrzczony przez samą Lady Ramsay w Govan w tym samym roku. Służył on liniowo do 1981, po czym został zacumowany w Vancouver w Kolumbii Brytyjskiej jako pływający hotel. Pełnił tę funkcję do 1989, gdy został zezłomowany.

## Tytuły
- 17 marca 1886 – 27 lutego 1919: Jej Królewska Wysokość Księżniczka Patrycja z Connaught
- 27 lutego 1919 – 12 stycznia 1974: Czcigodna Lady Patrycja Ramsay

## Ordery i odznaczenia
- Order Korony Indii, 1911
- Krzyż Wielki Orderu Świętego Jana Jerozolimskiego, 1934
- Canadian Forces Decoration, 1934
- Królewski Order Wiktorii i Alberta